# Knut, der kleine Kuschelbär
Knut, der kleine Kuschelbär ist der Name eines deutschen Musikprojekts, das im Frühjahr 2007 als Folgeerscheinung des internationalen Medienrummels um den im Berliner Zoo geborenen Eisbären Knut entstand. Hinter dem Projekt stehen die beiden Hamburger Musikproduzenten Michael Rick und Arn Schlürmann, der zuvor schon Die Schlümpfe erfolgreich musikalisch vermarktet hatte.

## Übersicht
Nachdem mit Kitty & Knut sowie dem Projekt Der Eisbär bereits zwei Produzententeams auf den Hype um den jungen Eisbären aufgesprungen waren, entschlossen sich der Berliner Zoo und die Plattenfirma Universal Music, einen offiziellen, vom Zoo autorisierten Knut-Song auf den Markt zu bringen. Ähnlich wie bei den anderen Projekten produzierten Rick und Schlürmann ein simples, aber eingängiges Kinderlied. Als Stimme gewannen sie die siebenjährige Hamburger Schülerin Lara Trulsen, Tochter des Fußballtrainers André Trulsen.
Nach der Veröffentlichung der Single kurz vor Ostern erreichte sie auf Anhieb die Singlecharts in Deutschland und dann in Österreich und der Schweiz. Eine französischsprachige Version, die im August in Frankreich erschien, wo Kinderlieder zu der Zeit hoch im Kurs standen, konnte diesen Erfolg sogar noch übertreffen.
Es existieren auch Parodien wie „Knut schmeckt gut“ und „Dem Knut schmeckt’s gut!“